# 165 км (платформа)
Платформа 165 км — пасажирський залізничний зупинний пункт Дніпровської дирекції Придніпровської залізниці на електрифікованій лінії Запоріжжя-Кам'янське — Нижньодніпровськ-Вузол між зупинними пунктами Платформа 164 км (1 км) та Платформа 169 км (4 км). Розташований вздовж вулиці Центральної селища Карнаухівка, у Південному районі міста Кам'янське Дніпропетровської області.

## Пасажирське сполучення
На Платформі 165 км зупиняються приміські електропоїзди західного напрямку станції Дніпро.